# حمایت جمهوری اسلامی ایران از حوثی‌ها
جمهوری اسلامی ایران، یکی از حامیان اصلی جنبش حوثی‌ها در یمن بوده و حمایت نظامی، مالی و لجستیکی ارائه می‌کند، علی‌رغم اینکه هم ایران و هم حوثی‌ها سال‌ها این میزان کمک را انکار می‌کنند. این رابطه به دهه ۱۳۶۸ بازمی‌گردد، زمانی که رهبران حوثی در ایران آموزش مذهبی می‌دیدند. در سال ۱۳۸۸، ایران شروع به ارائه حمایت مستقیم بیشتری کرد و این امر پس از فروپاشی دولت یمن در سال ۱۳۹۰تشدید شد. پس از تسلط حوثی‌ها بر صنعا در سال ۲۰۱۴، حمایت ایران با ارائه سلاح‌های پیشرفته، آموزش نظامی و اطلاعات آشکارتر شد. این حمایت به حوثی‌ها کمک کرد تا توانایی‌های نظامی خود را تقویت کنند، از جمله استفاده از موشک‌ها و پهپادهای پیشرفته، که نقش مهمی در درگیری‌های مستمر آنها با نیروهای تحت رهبری عربستان سعودی و با اسرائیل و اختلال در مسیر تجارت دریایی جهانی از طریق تنگه باب‌المندب داشته‌اند.
منافع راهبردی ایران در حمایت از حوثی‌ها، به ویژه از نظر مقابله با نفوذ عربستان و پیشبرد منافع منطقه ای آن، قابل توجه است. ایران از حوثی‌ها برای بی‌ثبات کردن منطقه و اعمال فشار بر عربستان سعودی از جمله از طریق حمله به اهداف نظامی عربستان سعودی و کشتی‌های تجاری در دریای سرخ استفاده کرده است. این جنگ نیابتی به ایران اجازه می‌دهد تا بدون دخالت مستقیم عربستان سعودی را به چالش بکشد. در مقابل، حوثی‌ها خود را با اهداف ایدئولوژیک ایران، ترویج مقاومت در برابر نفوذ غرب و حمایت از منافع ایران در خاورمیانه گسترده‌تر، همسو می‌کنند.

## پس زمینه
شواهد غیررسمی حاکی از رابطه غیررسمی ایران و حوثی‌ها در دهه ۱۳۶۹ است، زیرا اعضای خانواده الحوثی، بدرالدین الحوثی، و پسرانش، حسین حوثی و عبدالملک حوثی، آموزش‌های دینی را در حوزه علمیه قم دریافت کردند. قبل از سال ۱۳۸۹، رسانه‌های ایران کمک ایران به حوثی‌ها را تکذیب می‌کردند و به ندرت به بحران نظامی و سیاسی در یمن اشاره می‌کردند، هرچند از اواخر آبان ۱۳۸۸ به‌تدریج گزارش‌های خود از حملات سعودی‌ها علیه شیعیان یمن را افزایش دادند و در برخی مواقع آن را علیه کل جهان شیعه نشان دادند. رند کورپوریشن، این را تلاشی برای جلب حمایت عمومی برای کمک‌های آینده ایران به حوثی‌ها تفسیر می‌کند. به گفته برخی کارشناسان، ایران در حال آموزش و تسلیح شبه نظامیان حوثی بود. تا بهار عربی و سقوط دولت یمن و نفوذ ایران برای ایران بسیار دشوار بود، اما پس از سال ۱۳۹۰ دولت تقریباً فروپاشید و موانع مانع از ورود ایران که توسط دولت به رسمیت شناخته شده یمن حفظ شده بود، از بین رفت. مسیرهای قاچاق که به تازگی باز شده بین ایران و یمن، هزینه‌ها و خطرات ناشی از ارائه حمایت مادی ایران از حوثی‌ها را به شدت محدود کرده است.
از سال ۱۳۹۰، زمانی که شورش علیه دولت آغاز شد، تا سال ۱۳۹۳، زمانی که دولت سرنگون شد، حمایت ایران از حوثی‌ها نسبتاً محدود بود. در شهریور ۱۳۹۳، حوثی‌ها بر صنعا تسلط یافتند و پس از آن، با آزادی زندانیان ایرانی، هم از حزب‌الله و هم از سپاه پاسداران انقلاب اسلامی، و با اعلام پروازهای مستقیم از ایران به فرودگاه صنعا، هر اقدامی بیانگر حمایت‌های قوی حوثی‌های ایران و حمایت‌های بیشتر حوثی‌ها از سوی ایران بود. اکثر کارشناسان موافق هستند که ایران در همان سال به حوثی‌ها سلاح داد. حوثی‌ها با به راه انداختن یک جنگ داخلی با کمک ایران و پیشروی تا جنوب یمن، ارزش بالقوه خود را برای ایران نشان دادند. حوثی‌ها خود را بخشی از «محور مقاومت» به رهبری ایران می‌دانند و ایدئولوژی آنها در شعارهای مرگ بر آمریکا و اسرائیل، نفرین یهودیان و پیروزی اسلام منعکس شده است.
حمایت ایران از حوثی‌ها توسط خبرنگاران دیپلماتیک خبرگزاری‌های مهم گزارش شده است، و دیدگاه رهبران دولت یمن بوده است که از نظر نظامی و سیاسی با تلاش‌های حوثی‌ها مخالف هستند (به عنوان مثال، از سال ۱۳۹۶، عبدربه منصور هادی، رئیس‌جمهور مخلوع یمن که به رسمیت شناخته شده است). حوثی‌ها نیز به نوبه خود دولت صالح را به حمایت عربستان سعودی و استفاده از القاعده برای سرکوب آنها متهم کردند. در زمان رئیس‌جمهور بعدی هادی، کشورهای عربی خلیج فارس ایران را به حمایت مالی و نظامی از حوثی‌ها متهم کردند، هرچند ایران این موضوع را رد کرد و آنها خود حامی رئیس‌جمهور هادی بودند. علیرغم تأیید اظهارات مقامات ایرانی و یمنی در رابطه با حمایت ایران در قالب مربیان، تسلیحات و پول، حوثی‌ها دریافت حمایت مالی یا تسلیحاتی قابل توجه از سوی ایران را رد کردند.

## حوثی‌ها منافع ایران را در منطقه تقویت می‌کنند
برخی از منافع منطقه ای و اهداف ژئوپلیتیکی ایران از طریق دامن زدن به درگیری و بی‌ثباتی در یمن، به ویژه در امتداد مرز با عربستان سعودی، دشمن دیرینه ایران تأمین می‌شود. استقرار حوثی‌ها در امتداد مرز اجازه عبور تروریست‌ها به عربستان را می‌دهد و ارتش عربستان سعودی را مجبور می‌کند تا بر یمن به جای ایران تمرکز کند. ایران با پرداخت یارانه به جنگ نیابتی در منطقه به هدف خود یعنی تهدید عربستان سعودی با هزینه نسبتاً کم و حداقل خطر، اما با هزینه گزاف برای ارتش سعودی دست می‌یابد. اساساً، از این منظر، ایران از حوثی‌ها برای مبارزه با ائتلافی از کشورهای عربی خلیج فارس به رهبری عربستان که هدف آن حفظ کنترل یمن است، حمایت می‌کند. از آوریل ۲۰۱۵، حوثی‌ها در حملات مکرر به عربستان سعودی، از جمله کمین کاروان‌های نظامی، تسخیر قلعه‌های کوچک مرزی، تصرف و تخریب تأسیسات بزرگ سعودی و اشغال جزئی شهرهای خالی از سکنه، و همچنین حملات موشکی متعدد شامل موشک‌های کوتاه، میان‌برد و بلند شرکت کردند. علاوه بر این، مناطق تحت کنترل حوثی‌ها به عنوان یک پایگاه اطلاعاتی ایران و یک شبکه مخفی توزیع تسلیحات عمل می‌کنند که اهداف ایران را در خاورمیانه و شاخ آفریقا ارتقا می‌دهد.
در ازای حمایتی که از ایران دریافت می‌کنند، حوثی‌ها به عنوان بخشی از «محور مقاومت» سعی دارند تا از نفوذ غربی در خاورمیانه جلوگیری کرده و کشورهای منطقه‌ای که خود را با ایالات متحده متحد می‌کنند، تهدید نمایند.کارشناس ایران، محمد آیت‌اللهی‌تبار، از امور خارجه اعلام می‌کند که حوثی‌ها به ایران کمک می‌کنند با ایجاد تهدید منطقه‌ای برای عربستان سعودی و اجازه دادن به ایران برای دور زدن تحریم‌ها علیه تجارت نفتی خود، از طریق حفاظت از کشتی‌های ایرانی در دریای سرخ.

## حمایت ایران از حوثی‌ها
ایران تنها کشوری است که حکومت حوثی‌ها را در صنعا به رسمیت می‌شناسد، و بر اساس شورای امور خارجه که به آنها سلاح، آموزش و اطلاعات نظامی می‌دهد. این رابطه عامل مهمی در ارتقای توان نظامی این گروه بوده است. از طریق این اتحاد، حوثی‌ها به تسلیحات پیشرفته از جمله موشک‌ها و پهپادهای پیشرفته دسترسی پیدا کرده‌اند که در غیر این صورت ساخت مستقل برای آنها غیرممکن بود. حمایت ایران نقش مهمی در تقویت توانایی حوثی‌ها برای تسلط نظامی بر یمن ایفا کرده است. با این حال، تحلیلگران پیشنهاد می‌کنند که تأثیر استراتژیک این حمایت فراتر از مناقشه یمن است و بر پویایی‌های منطقه ای تأثیر می‌گذارد و توازن قدرت را در خاورمیانه گسترده‌تر تغییر می‌دهد. به گفته تحلیلگر خلیج از مرکز مطالعات استراتژیک صنعا.

### حمایت نظامی ایران
از آغاز سال ۱۳۸۸، ایران به‌طور فزاینده‌ای خود را در حمایت از حوثی‌ها درگیر کرده است و حوثی‌ها از طریق کمک‌های ایران از طریق دستیابی به موشک‌های کروز، موشک‌های بالستیک و پهپاد به قدرت نظامی دست یافته‌اند. به روشی مشابه دیگر شبه نظامیان تحت حمایت ایران در خاورمیانه، مانند حزب‌الله و حماس.
در سال ۱۳۹۲، یک کشتی ایرانی توقیف و کشف شد که حامل موشک‌های کاتیوشا، موشک‌های زمین به هوای گرمایاب، آرپی‌جی-۷، عینک دید در شب ساخت ایران و سامانه‌های توپخانه ای است که اهداف زمینی و دریایی ۴۰ را ردیابی می‌کند. کیلومتر دورتر این در مسیر حوثی‌ها بود.
اوایل سال ۱۳۹۲، تصاویری که توسط دولت یمن منتشر شد، نشان می‌دهد که نیروی دریایی ایالات متحده و نیروهای امنیتی یمن یک دسته از موشک‌های دوش‌پرتاب ضد هواپیما با قابلیت هدایت حرارتی، ساخت چین یا ایران، را در بسته‌بندی استاندارد خود ضبط کرده‌اند. این موشک‌ها پیش‌تر به‌طور عمومی شناخته نشده بودند که از کنترل دولت خارج شده باشند، که نگرانی‌هایی در مورد مسلح کردن شورشیان توسط ایران به وجود آورد.
در شماره ۱۹ فروردین ۱۳۹۴ ساعت خبری پی‌بی‌اس، جان کری، وزیر امور خارجه ایالات متحده آمریکا، اظهار داشت که ایالات متحده می‌دانست که ایران از شورشیان حوثی در یمن حمایت نظامی می‌کند. .
در فروردین ۱۳۹۵، نیروی دریایی ایالات متحده یک محموله بزرگ تسلیحاتی ایرانی را رهگیری کرد و هزاران تفنگ آ ک ۴۷، نارنجک‌انداز راکت انداز و مسلسل‌های کالیبر ۰٫۵۰ را توقیف کرد، محموله ای که احتمالاً توسط پنتاگون به یمن می‌رود.
در گزارشی که توسط العربیه نقل شده، گفته شده است که در سال ۱۳۹۵ ایران علاوه بر سلاح‌ها و مهماتی که توسط ناوگان ۳۴ و ۴۴ نیروی دریایی ایران به حوثی‌ها تحویل داده شد، ۹۰ میلیون دلار کمک به حوثی‌ها ارائه کرده است. همچنین گزارش شده است که ۱۱۰۰ نفر از شبه‌نظامیان حوثی در مراکز آموزشی سپاه پاسداران انقلاب اسلامی آموزش دیده‌اند و ۲۵۰ نفر در پادگان نیروی قدس در شهر همدان ایران تحت آموزش قرار دارند. همچنین سه فرمانده عالی‌رتبه از سپاه پاسداران انقلاب اسلامی، سرهنگ ریدا بسانی، فرمانده علی الرجابی و سردار محمد نیازی، به یمن اعزام شدند تا با حوثی‌ها همکاری کنند.
از سال ۱۳۹۶، وزارت دفاع ایران تیمی برای تولید مهمات به یمن ارسال کرده بود که تحت سرپرستی بهرام رهنما به حوثی‌ها در تولید سلاح کمک می‌کرد. طبق گفته‌های مایکل نایتس از مؤسسه واشینگتن، حزب‌الله همچنین به درخواست رژیم ایران به حوثی‌ها کمک می‌کند و نمایندگان آن، همراه با نمایندگان سپاه پاسداران انقلاب اسلامی، به عنوان مشاور در کمیته نظامی حوثی‌ها و شورای جهاد فعالیت می‌کنند.
در اسفند ۱۳۹۵، قاسم سلیمانی، فرمانده نیروی قدس سپاه پاسداران انقلاب اسلامی، با حوثی‌ها دیدار کرد تا راه‌هایی را برای آنچه «قدرت‌مندسازی» حوثی‌ها توصیف می‌شود، جستجو کند. به نقل از سلیمانی، علیرغم اینکه دولت ایران و حوثی‌ها هر دو رسماً حمایت ایران از این گروه را تکذیب می‌کنند. سرتیپ احمد عسیری، سخنگوی ائتلاف تحت رهبری عربستان سعودی به رویترز گفت که شواهدی از حمایت ایران در استفاده حوثی‌ها از موشک هدایت‌شونده ضدتانک ۹ ام۱۳۳ کورنت که هرگز در ارتش یمن یا حوثی‌ها مورد استفاده قرار نگرفته بود، آشکار شد و ورود موشک‌های کورنت تنها در زمان بعدی صورت گرفت. در همان ماه، سپاه پاسداران انقلاب اسلامی مسیرهای مورد استفاده در انتقال تجهیزات به حوثی‌ها را با پخش محموله‌ها به کشتی‌های کوچک‌تر در آب‌های سرزمینی کویت تغییر داد تا از گشت‌زنی دریایی در دریای عمان به دلیل تحریم‌های اعمال‌شده جلوگیری کند، گزارش‌ها حاکی از آن است که محموله‌ها شامل قطعاتی از موشک، پرتابگر و مواد مخدر می‌شد.
در ماه اردیبهشت ۱۳۹۷، ایالات متحده آمریکا تحریم‌هایی را علیه سپاه پاسداران انقلاب اسلامی ایران که به دلیل نقشش در پشتیبانی از حوثی‌ها، از جمله کمک به ساخت موشک‌های بالستیک در حملاتی که شهرها و میدان‌ها نفتی در عربستان سعودی را هدف قرار می‌دهند، در فهرست سازمان‌های تروریستی قرار داده بود، اعمال کرد.
در مرداد ۱۳۹۷، علیرغم انکارهای قبلی ایران در مورد حمایت نظامی از حوثی‌ها، فرمانده سپاه پاسداران ناصر شبانی توسط خبرگزاری فارس ایران نقل قول شد که گفته بود: "ما (سپاه پاسداران) به یمنی‌ها (شورشیان حوثی) دستور دادیم که دو تانکر نفتی سعودی را هدف قرار دهند و آنها این کار را انجام دادند، در ۷ مرداد ۱۳۹۷." در پاسخ به این گفته شبانی، سپاه پاسداران بیانیه‌ای صادر کرد و اعلام کرد که این نقل قول یک "دروغ غربی" است و شبانی یک فرمانده بازنشسته است، علیرغم اینکه هیچ گزارشی مبنی بر بازنشستگی او پس از ۳۷ سال خدمت در سپاه پاسداران وجود نداشت و رسانه‌های مرتبط با دولت ایران تأیید کردند که او هنوز در سپاه پاسداران خدمت می‌کند. علاوه بر این، در حالی که حوثی‌ها و دولت ایران پیشتر هرگونه وابستگی نظامی را رد کرده بودند. رهبر عالی‌رتبه ایران، آیت‌الله علی خامنه‌ای، در یک دیدار شخصی با سخنگوی حوثی‌ها، محمد عبدالسلام، در تهران، به‌طور علنی حمایت «روحانی» خود از این جنبش را اعلام کرد، در حالی که درگیری‌های جاری در عدن در سال ۱۳۹۸ ادامه داشت.
در دی ۱۴۰۲، آمریکا یک کشتی ایرانی حامل قطعات پهپاد، کلاهک‌های موشکی و موشک‌های ضد تانک به حوثی‌ها را رهگیری و به تصرف خود درآورد، به گفته سی اف آر، کمک‌های نظامی از این نوع معمولاً از طریق سپاه ایران به حوثی‌ها می‌رسد.
در تیر ۱۴۰۳، ایالات متحده تحریم‌های جدیدی را با تمرکز بر روابط سپاه پاسداران انقلاب اسلامی با این گروه هدف قرار داد. انصارالله تحریم‌ها را رقت بار و ناتوان خواند.
بر اساس گزارش رویترز، همچنین در سال ۱۴۰۳، فرماندهان سپاه پاسداران انقلاب اسلامی و حزب‌الله به‌طور فعال در یمن درگیر بودند و بر حملات حوثی‌ها به کشتی‌های دریایی دریای سرخ نظارت و هدایت می‌کردند. ایران حملات حوثی‌ها در دریای سرخ را با فراهم کردن ابزاری برای جمع‌آوری اطلاعات در مورد کشتی‌های تجاری دریایی در امتداد خطوط کشتیرانی بین‌المللی تسهیل می‌کند. با کمک ایران، حوثی‌ها قادر به حفظ هستند با کشتی‌های رادار ایرانی مانند ام وی ساویز و ام وی بهشاد همراه با شناورهای کوچکتر ایرانی که مشاهدات بصری انجام می‌دهند و از شناسایی اجتناب می‌کنند.

### حمایت ایران در حملات دریای سرخ
بین آبان ۱۴۰۲ و آذر ۱۴۰۳، حوثی‌ها بیش از ۱۰۰ حمله به کشتی‌های تجاری و نظامی در دریای سرخ انجام دادند که عملاً نقطه چوک باب المندب را به یک منطقه ضد دسترسی/منع منطقه تبدیل کرد. در ابتدا، حوثی‌ها تهدید کردند که هر کشتی را که به اسرائیل سفر می‌کند یا از آن خارج می‌شود، هدف قرار می‌دهد، اگرچه این تهدیدها در نهایت شامل کشتی‌های مرتبط با اسرائیل و در نهایت کشتی‌های مرتبط با ایالات متحده و بریتانیا می‌شود. در واقع، حملات بعدی، متشکل از بیش از ۱۳۰ حمله موشکی و پهپادی به کشتی‌های تجاری و دریایی بین‌المللی، بدون تبعیض بود، و بسیاری از کشتی‌های مورد حمله اصلاً ارتباطی با اسرائیل، ایالات متحده یا بریتانیا نداشتند. کشتی‌های مورد حمله شامل برخی از چین و روسیه و همچنین کشتی‌های دیگری بودند که عازم ایران بودند.
به گفته سی‌اف‌آر، حوثی‌ها تسلیحات ایران را روی عربستان سعودی و دریای سرخ آزمایش می‌کنند و در عین حال انکار قابل قبولی برای ایران فراهم می‌کنند. حملات حوثی‌های تحت حمایت ایران به اهدافی در دریای سرخ تأثیر مخربی بر کشتی‌رانی بین‌المللی داشته است، زیرا کشتی‌ها را مجبور به ورود به مسیرهای تجاری جایگزین در اطراف دماغه امید خیر آفریقایی کرده است. در نتیجه مستقیم تغییر مسیر، زنجیره تأمین مختل شده حداقل دو هفته تمدید شده است، حجم محموله‌های عبوری از تنگه دو سوم کاهش یافته و هزینه اقتصاد جهانی در سال ۱۴۰۳ حدود ۲۰۰ میلیارد دلار برآورد شده است. طبق شورای روابط خارجی.